# 198450 Scattolin
198450 Scattolin è un asteroide della fascia principale. Scoperto nel 2004, presenta un'orbita caratterizzata da un semiasse maggiore pari a 2,8152466 UA e da un'eccentricità di 0,1642799, inclinata di 7,93859° rispetto all'eclittica.